# Kościół Wniebowzięcia Najświętszej Maryi Panny i św. Leonarda w Pajęcznie
Kościół Wniebowzięcia Najświętszej Maryi Panny i Świętego Leonarda – rzymskokatolicki kościół parafialny należący do dekanatu Pajęczno archidiecezji częstochowskiej.

## Historia

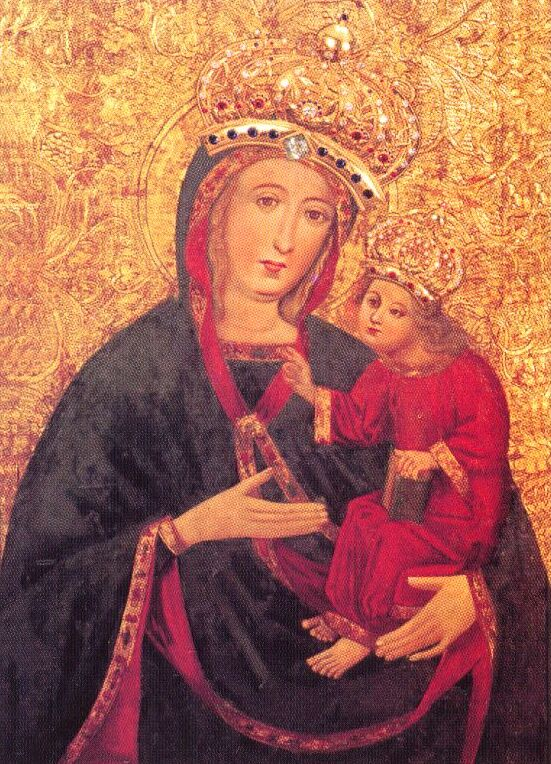
Obraz Najświętszej Maryi Panny Pajęczańskiej

Obecna świątynia została wzniesiona w latach 1748-1753 dzięki staraniom księdza Franciszka Dziurkiewicza, oficjała i prepozyta wieluńskiego. Uroczyście poświęcił (konsekrował) ją w dniu 11 sierpnia 1754 roku biskup chełmski Walenty Franciszek Wężyk. Kościół był wybudowany w stylu renesansowym, wnętrze natomiast reprezentowało styl rokokowy. W centrum był umieszczony ołtarz główny ozdobiony obrazem Najświętszej Maryi Panny Pajęczańskiej. Obok znajdowały się dwa ołtarze: Pana Jezusa Ukrzyżowanego i św. Józefa oraz dawny ołtarz św. Leonarda znajdujący się w kaplicy bocznej. Po pożarze w 1810 roku kościół został odbudowany przez księdza Józefa Paulickiego w latach 1810-1823. Podczas okupacji niemieckiej zniszczone zostało wnętrze świątyni i pozbawione paramentów. Budowla została odnowiona na zewnątrz i wyposażona w niezbędne utensilia przez księdza Stanisława Nejmana. Pod koniec XX wieku w zmodernizowanym prezbiterium został wybudowany stały ołtarz, dzięki któremu liturgia została dostosowana do wymogów soboru Watykańskiego II. W ołtarzu głównym jest umieszczony słynący łaskami obraz Najświętszej Maryi Panny Pajęczańskiej Matki Kościoła namalowany w XVI wieku. Na wizerunek ten zostały nałożone papieskie korony przez kardynała Stanisława Nagy w dniu 28 maja 2005 roku. W dniu 31 maja 2010 roku, tj. ustanowienia świątyni Sanktuarium Eucharystycznym została wprowadzona w niej całodzienna adoracja Najświętszego Sakramentu.

## Organy
Organy wybudował Andrzej Rudziński. Prospekt jest dwuczłonowy, instrument posiada dwie szafy. Nad kontuarem znajduje się rząd niemych piszczałek, który łączy dwie części prospektu, którego jedna część również jest niema.
Dyspozycja instrumentu:
| Manuał I          | Manuał II     | Pedał          |
| ----------------- | ------------- | -------------- |
| 1. Pryncypał 8'   | 1. Aeolina 8' | 1. Subbas 16'  |
| 2. Bourdon 8'     | 2. Flet 4'    | 2. Oktawbas 8' |
| 3. Gamba 8'       | 3. Pikolo 2'  |                |
| 4. Oktawa 4'      |               |                |
| 5. Mikstura 2 rz. |               |                |